# Long Vĩnh, Châu Thành (Tây Ninh)
Long Vĩnh là một xã thuộc huyện Châu Thành, tỉnh Tây Ninh, Việt Nam.

## Địa lý
Xã Long Vĩnh nằm ở phía đông nam huyện Châu Thành, có vị trí địa lý:
- Phía đông giáp thị xã Hòa Thành
- Phía tây giáp xã Ninh Điền
- Phía nam giáp huyện Bến Cầu
- Phía bắc giáp xã Thanh Điền.

Xã Long Vĩnh có diện tích 32,13 km², dân số năm 2019 là 7.252 người, mật độ dân số đạt 226 người/km².

## Hành chính
Xã Long Vĩnh được chia thành 4 ấp: Long Châu, Long Chẩn, Long Đại, Long Phú.